# Mesquitela (Mangualde)
Mesquitela is een plaats (freguesia) in de Portugese gemeente Mangualde en telt 954 inwoners (2001).